# Ngô Đôn
Ngô Đôn (giản thể: 吴敦; phồn thể: 吳敦; bính âm: Wu Dun; ? – ?), không rõ tên tự, tiểu tự Ảm Nô (黯奴), là tướng lĩnh dưới trướng quân phiệt Đào Khiêm, Lã Bố và Tào Tháo cuối thời Đông Hán trong lịch sử Trung Quốc.

## Cuộc đời
Ngô Đôn là đồng hương của Tang Bá, người quận Thái Sơn, Duyện Châu, tiếp giáp với quận Đông Hải, Từ Châu.
Năm 188, tàn quân Khăn Vàng nổi dậy ở nhiều nơi thuộc Thanh Châu, Từ Châu, triều đình bổ nhiệm Đào Khiêm làm Thứ sử Từ Châu để trấn áp. Khiêm phái Tang Bá đến các quận phía bắc chiêu binh. Ngô Đôn cùng đồng hương Tôn Quán, Tôn Khang, Doãn Lễ, Xương Hi tụ chúng, đề cử Tang Bá làm soái, đóng quân ở Khai Dương. Tang Bá trở thành bá chủ một phương, nhưng vẫn duy trì danh nghĩa thuộc cấp của các thứ sử, châu mục Từ Châu như Đào Khiêm, Lưu Bị, Lã Bố.
Năm 199, Tào Tháo đánh bại Lã Bố, không chế Từ Châu. Đám người Tang Bá quy thuận Tào Tháo, đều được phong quan. Tào Tháo chia quận Lợi Thành ra từ quận Đông Hải, lấy Ngô Đôn làm Thái thú.
Không rõ Ngô Đôn chết năm nào. Năm 235, binh lính quận Lợi Thành do Thái Phương, Đường Tư cầm đầu nổi dậy, giết chết Thái thú Từ Chất. Chính quyền Tào Ngụy quyết định xóa bỏ quận này.

## Trong văn hóa
Trong tiểu thuyết Tam quốc diễn nghĩa, Ngô Đôn xuất hiện ở hồi 18, cùng Tôn Quán, Doãn Lễ, Xương Hi là bốn tướng cướp ở quận Thái Sơn, gọi chung là Thái Sơn tứ khấu. Lã Bố muốn tiêu diệt Lưu Bị, Tào Tháo, phái Trần Cung, Tang Bá đến liên kết với giặc cướp Thái Sơn nhằm đánh phá Duyện Châu. Khi quân Tào Tháo tấn công, Ngô Đôn cùng ba tướng khác phòng ngự Tiêu Quan. Tào Tháo phái Hứa Chử ra đánh, bốn tướng hợp lực cũng không lại, chạy về cửa ải. Sau khi Tào Tháo tiêu diệt Lã Bố, Tang Bá đầu hàng, lại chiêu an Tôn Quán, Ngô Đôn và Doãn Lễ về với Tào Tháo.